# Sonianké
Les Soniankés sont un sous groupe du peuple Sonrhaï, formé essentiellement de chamans. Protecteurs de la société songhay, leur statut est différent selon les régions. Dans le département de Téra, au Niger, ce sont les prêtres et devins du Koy (chef de village). Ils pratiquent la circoncision des enfants (gunu) à Téra, Gaya, Fada N'Gourma, Malanville et Karimama, à Gao et Tombouctou, ils descendent de Song, leur ancêtre de qui ils auraient reçu le couteau mythique. Ils sont respectés pour leur savoir mystique et religieux, tout comme les autres magiciens de la société Songhaï, tels les gaw (chasseurs) ou les sorkos (pêcheurs).